# Palazzo Vescovile (Sovana)
Il Palazzo Vescovile, noto anche come Palazzo dell'Episcopio o come Canonica della Cattedrale, è uno storico edificio situato nel centro di Sovana, frazione del comune di Sorano. La sua ubicazione è all'estremità occidentale del borgo, in Piazza del Duomo, addossato alla Cattedrale di Sovana.

## Storia
Un edificio che ospitava la residenza dei vescovi di Sovana era già presente nel VII secolo, seppur con caratteristiche architettoniche e stilistiche completamente diverse rispetto a quello attuale.
Nel tardo Trecento, infatti, furono effettuati profondi lavori di ristrutturazione che hanno modificato l'originario aspetto del palazzo. Questi lavori furono ultimati nel 1380, anno in cui venne realizzato il nuovo portale di accesso sul fianco laterale sinistro dell'attigua Cattedrale dei Santi Pietro e Paolo. Il palazzo venne ad assumere da allora l'aspetto planimetrico rettangolare, con la facciata principale addossata senza soluzioni di continuità alla parete esterna del fianco laterale del Duomo, mentre la facciata principale della medesima cattedrale venne a ritrovarsi praticamente incorporata all'ala sinistra del Palazzo Vescovile.
Una serie di lavori di restauro furono effettuati tra il 1439 e il 1446 per risanare alcune parti del complesso che versavano in precarie condizioni, senza tuttavia alterare l'aspetto estetico conferito dalla ricostruzione tardomedievale.
Il palazzo fu la principale residenza vescovile della diocesi locale fino al 1777, anno in cui i vescovi trasferirono la loro residenza all'interno del Palazzo Orsini di Pitigliano, tuttora ospitata all'interno del monumentale palazzo pitiglianese. Da allora il Palazzo Vescovile di Sovana divenne la canonica dei parroci della cattedrale.

## Descrizione
Il Palazzo Vescovile si presenta a pianta rettangolare, disposto su due livelli, con strutture murarie esterne completamente rivestite in conci di pietra e di tufo.
La facciata principale, posta sul lato lungo settentrionale che si affaccia sulla piazza, presenta un portale d'ingresso architravato che si apre nella parte sinistra, sopra il quale un arco racchiude una piccola lunetta. Al pian terreno, a sinistra del portale d'ingresso, si apre una monofora ad arco tondo, mentre nella parte destra della facciata vi è un portale d'ingresso secondario, anch'esso di forma rettangolare. Al piano rialzato si aprono tre finestre di forma rettangolare, di cui due affiancate nella parte sinistra ed una più isolata nella parte destra. Sulla facciata sono presenti anche due stemmi raffiguranti i simboli ecclesiastici (uno collocato sopra l'arco del portale d'ingresso principale e l'altro compreso tra le due finestre di sinistra al livello superiore).
L'interno si sviluppa in modo articolato, con una pregevole scala che dall'ala sinistra dell'edificio conduce al piano rialzato; nei pressi della rampa vi è la parete che delimita il fianco sinistro del palazzo e la facciata anteriore della Cattedrale di Sovana, a cui si accede direttamente dall'interno dell'antica residenza dei vescovi.